# VisualBoyAdvance
VisualBoyAdvance (comunemente abbreviato in VBA) è un emulatore open source distribuito sotto licenza GNU General Public License. Riesce a emulare software per Game Boy, Super Game Boy, Game Boy Color, e Game Boy Advance.
Oltre alla versione per Windows, basata su DirectX, ne esistono altre basate sulle librerie libere SDL. Per questo ne esistono versioni per Linux, BSD, macOS, Xbox, BeOS e AmigaOS
L'ultima versione stabile risale al 2004, mentre una versione beta è stata rilasciata l'anno dopo. Da allora il progetto è fermo.

## Funzioni
VisualBoyAdvance include diverse funzioni:
- Pieno supporto con i salvataggi
- Supporto Joystick
- Emulazione di Game Boy Printer
- Aumentare la velocità di gioco
- Pieno supporto a GamesharkAdvance e CodeBreakerAdvance
- Importare file batteria da altri emulatori
- Esportare file batteria in altri emulatori
- Registratore suono
- Supporto schermo pieno
- Cattura Screenshot
- Supporto Skin

## VisualBoyAdvance-M
VisualBoyAdvance-M (abbreviato in VBA-M) è un programma sviluppato dal progetto originale, inattivo dal 2005, che aggiunge diverse funzioni e viene aggiornato periodicamente. Dopo l'abbandono del progetto originale, alcuni programmatori svilupparono un nuovo fork dal codice sorgente di VisualBoyAdvance, creando così VBALink. VisualBoyAdvance-M venne sviluppato mescolando i diversi fork in un unico codebase (la "M" di VBA-M vuol dire merge, miscuglio in inglese). VBA-M è retrocompatibile con Game Boy e Game Boy Color. 
Un porting di VBA-M è stato riutilizzato (senza i core per Game Boy, Game Boy Color e Super Game Boy) in RetroArch e ne è stata anche prodotta una versione modificata chiamata VBA-Next, sempre facente parte del medesimo progetto.
Un altro porting di VBA-M, VBA-GX, è stato realizzato per Nintendo Wii e Nintendo GameCube, con pieno supporto per tutti i controller e l'inclusione di opzioni speciali per i telecomandi Wii.